# Рат за кастиљанско наслеђе
Рат за кастиљанско наслеђе је војни сукоб који се водио од 1475. до 1479. за наслеђе Круне Кастиље, бориле су се присталице Хуане Белтранке, наводне ћерке старог монарха Енрикеа IV од Кастиље, и пристлице Енрикеове полусестре, Исабеле, која је била наследница на крају.
Рат је имао знатан међународни карактер, с обзиром да на то да је Исабела била удата за Фернанда, законитог наследника Круне Арагона, док је Хуана била стратешки удата за краља Алфонса V од Португала, њеног ујака, након предлога њених присталица. Француска се умешала на страну Португала, с обзиром на то да је била противник Арагона око територије Италије и Росељона.
Упркос почетним успесима присталица Хуане, недостатак војне агресивности Алфонса V и пат позиција у Бици код Тороа (1476) довео је распада Хуаниног савеза и до прихватања Исабеле на судовима Мадригала и Сеговије (Април–Октобар 1476).
Наставио се сам рат између Кастиље и и Португала. Он је укључивао и поморски оружани сукоб у Атлантику, који је постао значајнији: борба за морски приступ богатству Гвинеје (злато и робови). Португалска морнарица је победила Кастиљанце у одлучујућој бици код Гвинеје  1478. године.

Рат се завршио 1479. Уговором из Алкасобаса, којим су Исабела и Фернандо признати као суверени краљеви Кастиље и предата Португалу превласт над Атлантиком, са изузетком Канарских острва. Хуана је изгубила право на престо Кастиље и остала је у Португалу до своје смрти.

### Наслеђивање Круне Кастиље
Хуана, рођена 1462.године, била је јединица краља Енрикеа IV од Катиље и имала је надимак Принцеза Астуријаса као наводна наследница престола. Проширила се гласина да  она заправо није била ћерка краља Енрикеа, већ Белтрана де ла Куеве, наводног љубавника Енрикеове жене, Жоане од Португала. Отуда Хуанин надимак „Белтранка", који подругљиво указује на њеног тобожњег оца. Притисак чланова племства натерао је краља да јој одузме титулу и постави њеног полубрата Алфонса за наводног наследника 1464. године.
Група племића окупила се у Авили 1465. и збацила с престола краља Енрикеа и заменила га Алфонсом. То је довело до рата који је завршио 1468. смрћу четрнаестогодишњег Алфонса.
Енрике IV повратио је престо, али су се за титулу наследника сукобили Хуана, његова ћерка, и Исабела, његова полусестра. Спор је разрешен Мировним уговорим у Биковима Гyисанда, који је дао Исабели право на наслеђе, али и ограничене брачне опције. Исабела се у тајности удала за Фернанда са 17 година 1469.године, занемарајући жеље Енрикеа  IV.

Брачни пар је постепено добијао све већи број присталица и примио папину булу, којом је санционисан њихов брак од стране Папе Сикста IV 1472. и којим су задобили подршку моћне породице Мендоса 1473.
Када је Енрике IV преминуо у децембру 1474. године, оба кандидата за престо били су проглашени краљицом Кастиље од стране својих присталица. Свесни своје слабије позиције у односу на Исабелине присталице, Хуанине присталице предложиле су да се 43-годишњи краљ Алфонсо V од Португала, удовац неких 20 година, ожени Хуаном, својом нећаком, и преузме престо Кастиље са њом.

## Сукоби

### Битке 1475. године
У корист Хуане:
- Португал
- Француска
- Одређени припадници кастиљанског племства и потомци португалских породица који су се после 1385. преселили у Кастиљу;  надбискуп Толеда (Алфонсо Кариљо де Акуња); Кућа Суњига, са  територијом на граници између португалских и наварски предака; Маркиз од Виљена (Дијело Лопес Паћеко); Маркиз од Кадиса (Родриго Понсе де Леон);[5] и величанствени вођа Реда Калатраве (Родриго Тељез Хирон).[6]

У корист Исабеле:
- Круна Арагона
- Остатак кастиљанског племства: моћна породица Мендоса; Породица Лара; Војвода од Медине Сидоније (Енрике Перес де Гусман); Белтран де ла Куева; Ред Сантјага и Ред Калатраве, осим његовог вође.[6]

Бургундијско војводство и Краљевство Енглеске били су у рату са Француском 1475. године, али се њихови поступци нису поклопили са присталицама Исабеле, тако да су ретко сматрани делом Исабелиног савеза.

### Борба за престо (мај 1475–септембар 1476)

#### Алфонсо V упада у Кастиљу
Португалска војска је упала на територију Круне Кастиље по наредби Алфонса V 10. маја 1475. године, и наставила ка Пласенсији, где га је Хуана очекивала. Хуана и Алфонсо били су проглашени врховним владарима Кастиље 25. маја и били су венчани; неопходан опроштај Папе (Хуана је била Алфонсова нећака) стигао је пар месеци касније. Из Пласенсије наставили су ка Аревалу, с намером да се упуте ка Бургосу. Тамо, Алфонсо се надао да ће се ујединити са трупама које је послао његов савезник, Луј XI из Француске.
Замак Бургоса и градове Пласенсије и Аревала контролисала је породица Суњига, присталица Хуане. Град Бургос, под контролом породице Фернандес де Веласко, подржао је Исабелу.
Алфонсо је нашао мањи број присталица у Кастиљи, него што је очекивао, па је променио план, преферирајући да учврсти своју контролу у најближим областима Португала, посебно у Тороу, град који га је радо примио, иако се гарнизон замка прогласио верним Исабели. Самора и друга леонска села доњег Дуера такође су га прихватила.
У Ла Манчи, Родриго Тељез Хирон, вођа Реда Калатраве, присталица Хуане, освојио је Сијудад Реал. Родриго Манрике, ризничар истог Реда (Одреда) и вођа Реда Сантјага, поново је освојио град Исабели.
Фернандо је сконцентрисао војску у Тордесиљасу и наредио јој 15. јула да маршира у потрази за сусретом Алфонсу. Четири дана касније, стигли су у Тороа, где је краљ Португала избегао директну борбу. Фернандо, услед недостатка ресурса да настави опсаду, био је приморан да се врати Тордесиљасу и распусти војску. Замак у Тороу предао се Алфонсу V, који се вратио у Аревало да сачека очекивану француску интервенцију.
Родриго Алфонсо Пиментел, гроф од Бенавенте и присталица Исабеле, сместио се у Балтанасу са малом снагом да надзире Португалце. Нападнут је 18. новембра 1475. године и бива поражен и затворен. Иако је његова победа отворила пут ка Бургосу, Алфонсо V одлучио је поново да се повуче, сада ка Самори. Његов недостатак агресивности ослабио је Хуанин савез у Кастиљи, који је почео да се распада.

#### Исабелини противнапади
Присталице Исабеле су узвратиле нападима, освојивши Трухиљо и успоставивши контролу над територијом Реда Алкантара, значајан део територије Реда Калатрава и Маркизата од Виљене. Део гарнизона у Самори  побунио се 4. децембра против краља Алфонса, који је морао да побегне у Торо. Португалски гарнизон задржао је контролу над замком, али је град примио принца Фернанда наредног дана. Замак у Бургосу предао се Исабели пактом којим су избегнуте одмазде против поражених.

#### Битка код Тороа
У фебруару 1476. године, португалска војска, ојачана трупама које је довео Жоан II од Португала, син Алфонса V, напустила је своју базу у Тороу и опколила је Фернанда у Самори. Опсада је кренула више наопако за Португалце него за оне под опсадом због кастиљанске зиме, па се Алфонсо V првог марта повукао ка Тороу. Фернандо и његове трупе су кренули у гоњење и стигли су до једне португалске легије (око 5 км) из Тороа, па је битка почела.
Након три сата борбе, прекинуте кишом и мраком, краљ Португала се повукао у Кастронуњо са делом трупе. Његов син, Жоан, остао је у близини Тороа, повлачећи се ка граду на стармодан  и организован начин, чак узимајући пар противничких затвореника. Гласници обеју страна су проглашавали победу. Политички гледано, битка је била пресудна, јер се огроман део португалских трупа накнадно повукао назад у Португал, заједно са Хуаном, чија је страна једва имала трупе у Кастиљи.

#### Рат на мору
Један од циљева Исабеле и Фернанда био је угуши португалски монопол над богатим атлантским територијама Гвинеје. Злато и робови представљали су значајан извор прихода који би могао бити употребљен да се финансира рат, а стога су и походи у Гвинеји постали приоритет за обе сукобљене стране.
Португалски бродови прешли су андалузијску обалу, запленивши рибарске и трговачке бродове од почетка рата. Како би зауставили ово, Исабела и Фернандо послали су галије под командом Алвара де ла Нава, који је зауставио португалске упаде и опљачкао португалски град Алкоутим на реци Гвадијани.
Морепловци из Палоса де ла Фронтере опљачкали су обалу Гвинеје. Алфонсо од Паленсије, званични Исабелин хроничар, пише о двема експедицијама у којима су два каравела из Палоса ухватила 120 Африканаца и продали их као робове. Упркос протестима монарха, убрзо затим је још једна флота од три каравела заробила афричког краља и 140 племића из његовог села.
У мају 1476. године, Исабела је наредила ослобођење „Краља Гвинеје" и његове пратње. Наредбе је само делимично извршена, с обзиром на то да је краљ ослобођен и враћен у Гвинеју, али су његови сапутници продати као робови.
Португалска флота од 20 бродова, под командом Фернаоа Гомеса,  1476. запловила је ка Гвинеји у покушају да поврати контролу тамо. Кастиљански краљ наредио је да се припреме чете да приведу Португалце и поставио је Карлоса де Валеру да командује. Имао је бројне проблеме док се спремао за поход, јер је био оспорен од стране маркиза од Кадиса, војводе од Медине Сидоније и породице Суњига.
Примере су такође биле одложене због поморске битке, која је заузела места када су Кастиљанци открили да су два португалска брода са богатим теретом напустила Средоземље да би се вратила у Португал под пратњом гусара Алвара Мендеса. Флота од пет галија и пет каравела, чији су капетани били Карлос де Валера и Андрес Сонијер, пресрела их је у Санлукару де Барамеда, где је однела победу након тешке борбе.
Валера је окупио флоту од три баскијска брода и девет андалузијских каравела (према Паленсији, 25 каравела), сви тешко наоружани. Није било више могућност да се пресретне португалска флота, па је одлучио да, након заустављања на острво Порто Санто, настави ка острву Антонија Нолија у архипелагу Зелонортских острва, у близини обале Гвинеје. Опљачкали су острво и заробили Антонија Нолија, који је у то време држао феудалну територију за краља Португала.
Затим су запловили ка обали Африке, где су заробили два каравела под власништвом Маркиза од Кадиса, која су садржала 500 робова. Морепловци из Палоса су се у овом тренутку одвојили од експедиције. Били су најупућенији у поморским пловидбама Гвинеје, па се Валера вратио у Андалузију.
Поход је донео само неколико економских добитака, како је већина робова враћена Маркизу од Кадиса, а Валера је био принуђен да надокнади војводи од Медине Сидоније за штету изазвану на острву Нолија, које је војвода сматрао својим.

#### Француска интервенција
Луј XI од Француске потписао је уговор о савезу са Алфонсом V Португалским 23. септембра 1475.године. Између марта и јуна 1476. године, француске трупе, под капетаном Аланом I од Алберта, покушале су да пређу границу код Фуентерабије, али су биле одбијене. Фернандо је искористио ситуацију да осигура позицију у нестабилном Краљевству Наваре. У августу, преговори су почели у Тудели, што је кулминисало потписивањем договора којим ће зараћене стране грађанског рата у Навари окончати сукоб. Фернандо је задобио контролу над Вијаном, Пуенте ла Реином, и другим упоришта, уједно и право да задржи гарнизон са 150 копља у Памплони.
Стога, Кастиља је војно ојачала против могућег француског продирања у Навару.
Алфонсо V од Португала отпутовао је према Француској у августу 1476. године, након потписивања примирја са Исабелом и Фернандом. Тамо је покушао да убеди Луја XI да више укључи Француску у рат. Луј је добио, јер је био усредсређен на победу свог главног непријатеља Карла Смелог, војводу Бургундије.

#### Битка код рта Сан Висенте
Краљ Француске послао је флоту норманског гусара Гијома Кулона као помоћ Португалу. У августу 1476. године, краљ Алфонсо је послао две португалске галије напуњене војницима заједно са још 11 бродова Кулона да пристигну у помоћ замку у Сеути. Та флота је 7. августа наишла на пет наоружаних трговачких бродова који су се из Кадиса упутили ка Енглеској: три ђеновска карака, галија и фламанска пловила. Кулон је покушао да зароби у замку, али није успео, па је био приморан да се упусти у борбу. Француско-португалска страна је изашла као победник. Због упоребе запаљивог оружја од стране Француза, ватра је уништила два ђеновска брода, фламанско пловило, две португалске галије и два Кулонова брода. Према Паленсији, погинуло је око 2500 Француза и Португалаца.

### Уједињење Исабеле и Фернанда (септембар 1476 – јануар 1479)
Након стратешке победе у бици код Тороа, одбијања француског напада и примирја са Алфонсом V, Исабела и Фернандо су били у моћној позицији да освоје трон Кастиље. Племићи Хуаниног савеза били су приморани да прихвате околности и да се постепено заветују савезу са Исабелом и Фернандом. Рат се ограничио на окршаје дуж португалске границе и на наставак поморског рата за контролу трговине на Атлантику.

#### Покоравање Хуаниног савеза Исабели и Фернанду
Током 1476. године, племићке присталице Хуане су наставиле да се покоравају Исабели и Фернанду, нарочито они из лозе Паћеко-Хирон: Хуан Тељес- Гирон и његов брат Родриго, Луис де Портокареро и, у септембру, Макриз од Виљeне.
У новембру 1476. године, Исабелине трупе заузеле су замак у Тороу. Наредних месеци, преузели су контролу над пограничним територијама, које су контролисали Португалци, и постарали се за њихове противнике у Екстремадури.
У јулу 1477. године, Исабела је стигла у Севиљу, најнасељенији град Кастиље, са циљем да утрвди своју власт над племством у Андалузији.
У априлу 1476. године, Исабела и Фернандо су извршили своју прву екскулпацију Маркиза од Кадиса. Он је био на путу да поврати своју моћ, док се његов супарник, војвода од Медине Сидоније, у почетку  главна Исабелина присталица у Андалузији, окренуо бешчашћу. Вештим преговарањем, краљица је успела да преузме контролу над главним упориштима Севиље, које су биле под окупацијом маркиза и војводе, али, уместо да их врати легитимним власницима, именовала је друге као њихове вође.
Забранила је племству да уђе у Севиљу, под изговором да би њиховим прусуством ризиковала да дође до насилних конфликата. На овај начин политичка доминација војводе над Севиљом је нестала, па је Круна је преузела контролу над Севиљом.
Један од ретких племића који је одбио да се потчини монарсима био је маршал Фернан Аријас де Сааведра. Изабелине трупе кренуле су у опсаду његове тврђаве у Утрери и освојиле је до марта 1478. године. Поражени су претрпели огромне губитке.
Прворођени син монарха, Хуан од Арагона и Кастиље, рођен је 30. јуна 1478. године, што је отворило врата за стабилност династије са Исабелине стране.

#### Повратак Алфонса V
Након његовог дипломатског неуспеха у Француској, Алфонсо  V одлучио је да се врати у Поругал. Вративши се у Португал у октобру 1477. године, сазнао је да се његов син Хуан прогласио краљем. Међитим, Хуан је драге воље прихватио повратак оца и вратио му истог тренутка Круну.

#### Експедиције у Гвинеји и Канарским острвима
Флота која је кренула из Андалузије упутила се ка Гвинеји 1477. године.
Почетком 1478. године, монарси су припремили две нове експедиције из луке Санлукар де Барамеда, једна усмерена Елмини и друга, која се састојала од најмање 35 бродова, са циљем да заузму острво Гран Канарија.
Принц Жоан од Португала, свестан кастиљанских планова, припремио је армаду да изненади непријатеље на Канарским острвима. Кастиљанска флота на Канарским острвима је још увек искрцавала своје трупе, када је стигла вест да им се приближавала португалска ескадрила. Кастиљанска флота је истог тренутка запловила, остављајући за собом 300 својих војника. Ове трупе успеле су да спрече искрцавање Поругалаца. Одвајање од обале није било довољно да се освоји острво, па су остале неактивне, све до доласка кастиљанског појачања на острво следеће године.
Друга кастиљанска флота стигла је до Елмине и  издејствовала огромне количине злата. Флота је остала стационирана ту неколико месеци, по наредби трговачког заступника круне. Поругалска флота је  стигла и напала Кастиљанце. Били су поражени и као затвореници одведени у Лисабон. Према речима Ернанда дел Пулгара, злато које је краљ Алфонсо запленио омогућило му је да покрене нови рат против Кастиље. Поругалски извори су уверавали да су и затвореници и значајан део злата враћени у Кастиљу након потписивања мира 1479. године.

#### Мир између Кастиље и Француске
При крају 1478. године, пре него што је реч о поразу код Елмине стигла до Кастиље, амбасада француског краља Луја понудила је примирје Исабели и Фернанду. Потписан је у Гвадалупеу и састојао се из следећих тачака:
- Луји XI прихватио је Исабелу и Фернанда за монархе Кастиље и Леона.
- Фернандо је пристао да прекине савез са Максимилјаном I, војводом од Бургундије.
- Обе стране су пристале на арбитражу афера повезаних са Роусиљоном.

### Последње фазе (јануар – септембар 1479)
При крају 1478. године, неки од Хуаниних присталица побунили су се у Екстремадури, Ла Манчи (маркиз од Виљене) и Галисији. Португал, ојачан поморском победом у Гвинеји, опет је интервенисао у Кастиљи као помоћ савезницима.

#### Португалска одбрана
У фебруару 1479. године, португалска војска под командом Гарсије де Менесеса, бискупа од Евора, продрла је у Екстремадуру. Његов циљ је био да окупира и ојача упоришта у Мериди и Медељину, које контролише Беатрис Паћеко, грофица Медељина и присталице Алфонса V. Према Паленсији, португалску војску су чинили око 1000 витезова (250 су били Кастиљанци), плус пешадија. 180 витезова Реда Сантјага били уз њега, под командом њиховог ризничара Алфонса де Монроја.
У близини брда Албуера, војска је 24. фебруара била изазвана од стране Исабелиних снага, којима је командовао Алонсо де Карденас, вођа Ред Сантјага. Војску је чинило 500 витезова Реда, 400 витезова Светог Братства (углавном из Севиље), и 100 чланова пешадије. Борили су се тешко. Исабелина пешадија је претрпела озбиљан ударац од стране Хуанине коњице и изгубила је организованост, али интервенција вође Реда Сантјага помогла је пешадији у паници. Португалци су били приморани да се повуку, оставивши значајан део плена из рата на војном пољу, као и 85 витезова. Само 15 Исабелиних витезова је убијено.
Велики део португалске војске је могао да нађе заклон у Мериди и одатле да настави да маршира ка Медељину, који је она окупирала. Присталице краља Фернанда ставиле су Медељин и Мериду под опсаду.

#### Последње кастиљанске иницијативе на мору
У фебруару 1479. године, Исабела и Ферннадо су покушали да организују нову флоту од 20 каравела, како би избацили Португалце из Елмине. Међутим, нису могли да сакупе неопходне бродове, а након тога ниједна значајнија експедиција није покренута до примирја са Португалом.

#### Разговори о миру
У априлу 1479. године, краљ Фернандо је стигао у Алкантару да учествује у разговорима о примирју, које је организовала Беатрис,  ћерка Алфонса V и ујна Исабеле од Кастиље. Преговори су трајали 50 дана, али до договора нису дошли.
Две стране су наставиле сукоб покушавајући да побољшају своје положаје у нади за новим преговорима о миру. Исабела и Фернандо су покренули напад на Алфонса Кариља де Акуња, надбискупа Толеда, који је био приморан да се преда, што је дозволило монарсима да изазову Маркиза од Виљена. У међувремену, португалски гарнизони у Екстремадури успешно су се одупрели кастиљанској опсади.
Преговори су почели поново лети и успели су да дођу до договора.

## Примирје
Примирје је склопљено у португалском граду Алкасовасу 4. септембра 1479. године. Договор је потврдио португалски краљ 8. септембра 1479. године, а монарси Кастиље и Арагона у Толеду 6. марта 1480. године. Такође је познат и као уговор Алкасовас-Толедо.
У примирју, Алфонсо V се одрекао својих жеља за кастиљански престо, док су се Исабела и Фернандо одрекли својих за португалски престо. Две Круне су поделиле подручја од утицаја у Атлантику: Португал је добио контролу већег дела територија, са изузетком Канарских острва (острво Гран Канарију, Ла Палму, Тенерифе тек треба освојити).
Хуана Белтранка одрекла се својих кастиљанских титула и добила је опцију или да се уда за наследника Исабеле и Фернанда, принца Хуана, или да се повуче у манастир. Хуан се одлучила за друго, иако је остала политички активна до смрти.
Исабела, принцеза Астуријаса (1470-1498), ћерка Исабеле и Фернанда, удала се за Алфонса, португалског принца, наследника португалске круне; родитељи младе су дали велики мираз који је у пракси представљао ратну одштету, коју је задобио Португал.